# هنري جاكسون (سياسي)
هنري جاكسون (بالإنجليزية: Henry Jackson)‏ هو سياسي نيوزلندي، ولد في 1830، وتوفي في 1906. انتخب عضو مجلس النواب نيوزيلندا.